# Paolo Veronese

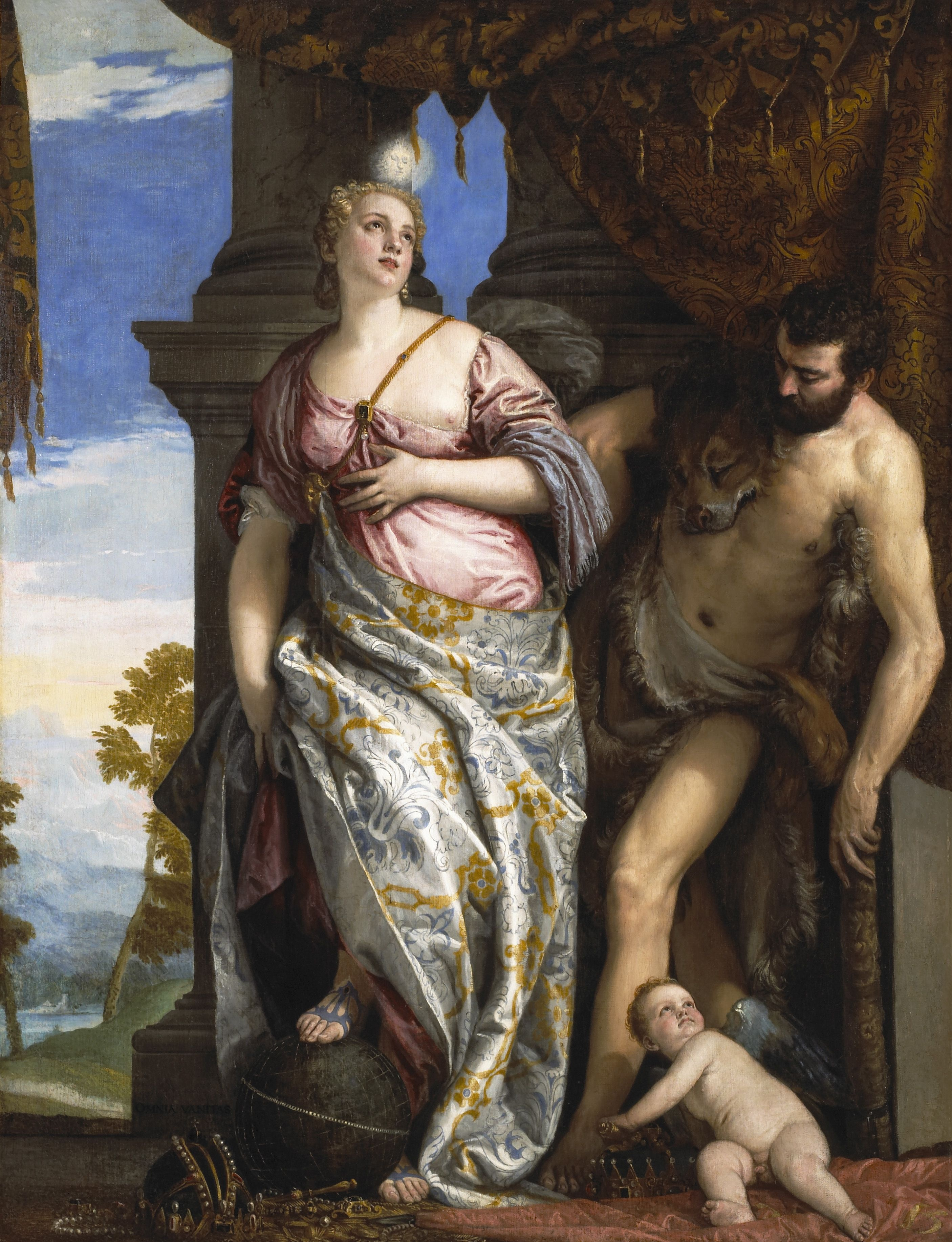
Allegorie van Wijsheid en Kracht, Frick Collection, New York

Paolo Veronese (Verona, 1528 – Venetië, 19 april 1588) was een Italiaanse kunstschilder uit de renaissance. Zijn geboortenaam was Paolo Cagliari of Paolo Caliari; hij werd bekend als Veronese, vanwege zijn geboorteplaats Verona. Hij bracht het grootste deel van zijn carrière door in Venetië.
Veronese bestudeerde in zijn jeugd kort tijd de lokale kunst in Verona; daarna ging hij in 1548 naar Mantua, waar hij fresco's schilderde.

## Schilderstijl
Het grootste deel van zijn werken zijn geschilderd in een dramatische en kleurrijke maniëristische, Venetiaanse stijl.

## Schilderijen
Enkele schilderijen zijn:
- Lucretia, circa 1580-83

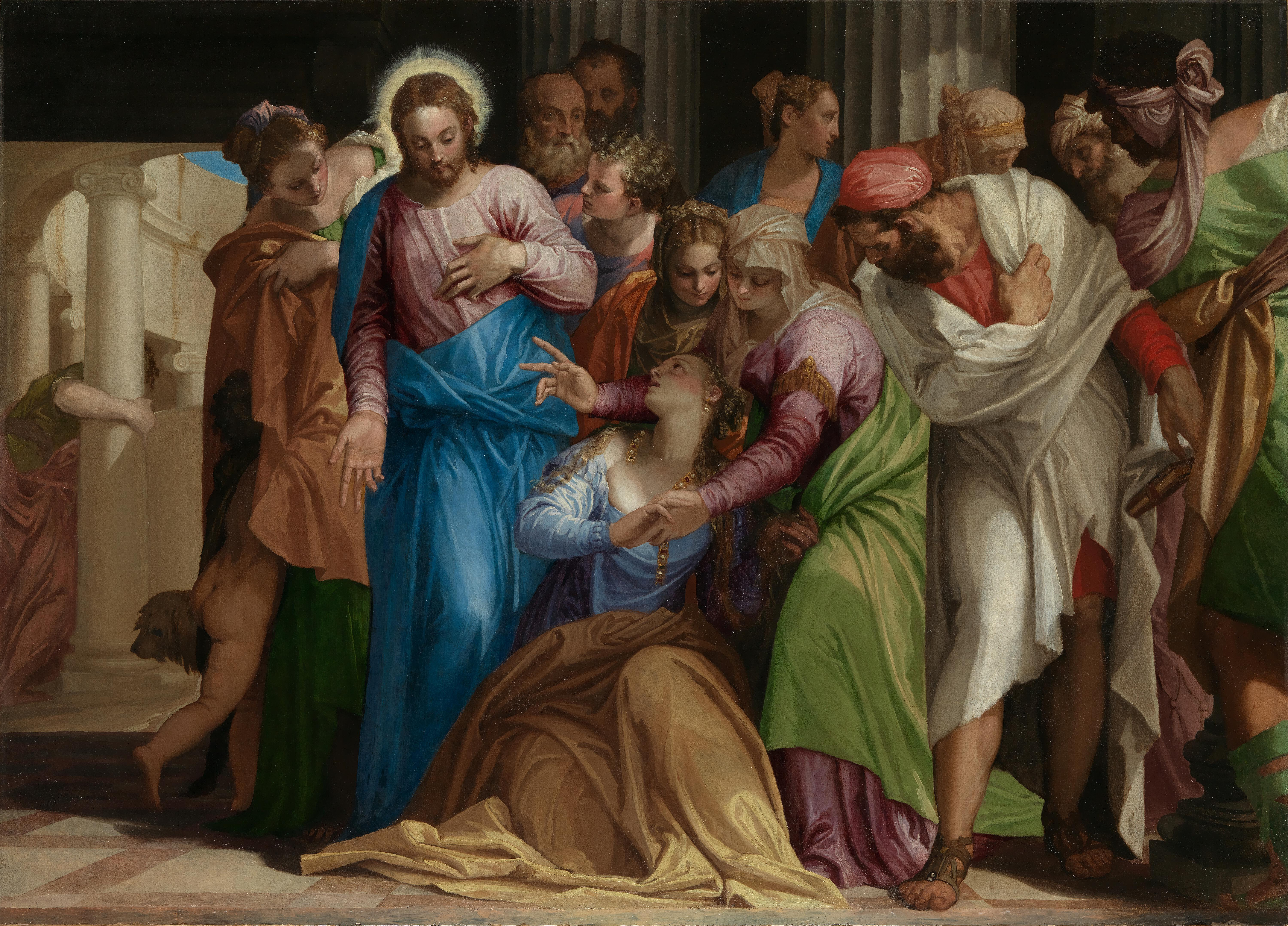
De bekering van Maria Magdalena, ca. 1548, National Gallery, Londen

- De opwekking van de jongeling te Nain, 1565-70
- De bruiloft van Kana, 1562-63
- De Emmaüsgangers, circa 1559
- Matigheid overwint de ondeugd, 1581-82
- Mystieke bruiloft van de heilige Catharina, 1570-1575
- Het feest in het huis van Levi, 1573
- Veronica Franco, circa 1575
- Het visioen van de Heilige Helena 1575-80
- Portret van Daniele Barbaro 1556-1567

## Locatie
Vijftien werken zijn te bezichtigen in de Chiesa di San Sebastiano, zijn parochiekerk  in de sestiere Dorsoduro in de Italiaanse stad Venetië waar Veronese ook begraven ligt. Hij werkte vijftien jaar van zijn leven in en aan de inkleding van de San Sebastiano.

### Musea
Werken van Veronese zijn daarnaast ook in diverse musea te zien o.a. in:
- Hermitage in Sint-Petersburg
- J. Paul Getty Museum in Los Angeles
- Kunsthistorisches Museum in Wenen
- Louvre in Parijs
- Metropolitan Museum of Art in New York
- Museo del Prado in Madrid
- Pinacoteca Nazionale, Lucca
- Vaticaanse Musea, Vaticaanstad
- Museum Boijmans Van Beuningen in Rotterdam